# Peptide alfa-N-acetiltransferasi
La peptide alfa-N-acetiltransferasi è un enzima appartenente alla classe delle transferasi, che catalizza la seguente reazione:
acetil-CoA + peptide ⇄ Nα-acetilpeptide + CoA
L'enzima acetila l'N-terminale dei residui di alanina, serina, metionina ed acido glutammico in un certo numero di peptidi e proteine, tra cui la β-endorfina, corticotropina e melanotropina.